# Gnophomyia toleranda
Gnophomyia toleranda là một loài ruồi trong họ Limoniidae. Chúng phân bố ở vùng Tân nhiệt đới.